# Mount Eissinger
Mount Eissinger ist ein 1195 m hoher, großer und mit zahlreichen Graten versehener Berg in den Traverse Mountains an der Rymill-Küste des Palmerlands auf der Antarktischen Halbinsel. In Gipfelnähe ist er schneebedeckt, während er an der Nordflanke durch blanke Kliffs und an der Westseite durch einen imposanten rechteckigen Felssporn gekennzeichnet ist, der bogenförmig vom nördlichen Ende des Riley-Gletschers auf eine Höhe von 500 m aufragt.
Der United States Geological Survey nahm 1974 eine geodätische Vermessung des Berges vor. Das Advisory Committee on Antarctic Names benannte ihn 1976 nach Karlheinz Eissinger (1925–2009), topographischer Ingenieur des Survey bei der Erkundung des Ellsworthlands in den Jahren 1968–1969. Eine gewisse Verwechslungsgefahr aufgrund der ähnlichen Schreibweise besteht mit Mount Essinger im ostantarktischen Viktorialand.